# Мондул Кири
Мондул Кири (на кхмерски: មណ្ឌលគីរី) (алтернативно изписване: Мондулкири) е една от двайсетте провинции в Камбоджа. На север граничи с провинция Ратан Кири, на запад с Кратех, а на юг и изток само с Виетнам.
Мондул Кири е най-голямата по площ провинция в страната, но за сметка на това е най-слабо населената. Осемдесет процента от населението на провинцията принадлежи към десет местни етноса, сред които най-многоброен е пнонг. Останалите 20% са съставени от кхмери, китайци и мюсюлмани тям.

## Административно деление
Провинция Мондул Кири се състои от един самостоятелен град-административен център Сонмонором и от 5 окръга, които от своя страна се делят на 21 комуни, в които влизат общо 98 села.
| ISO код | Окръг (на кхмерски) | Окръг       |
| ------- | ------------------- | ----------- |
| 1101    | កែវសីម៉ា                | Каев Сейма  |
| 1102    | កោះញែក                 | Каох Нхеаек |
| 1103    | អូររាំង                | Оу Реанг    |
| 1104    | ពេជ្រចិន្តា              | Петр Тенда  |
| 1105    | សែនមនោរម្យ             | Сенмонором  |